# Аверченко, Василий Иванович
Васи́лий Ива́нович Аве́рченко (2 [15] марта 1917, Исаковка, Иркутская губерния — 27 мая 1967, Исаковка, Иркутская область) — участник Великой Отечественной войны, командир отделения роты автоматчиков 234-го стрелкового полка 179-й стрелковой дивизии 43-й армии 1-го Прибалтийского фронта, Герой Советского Союза (1944), старший сержант.

## Биография
В. И. Аверченко родился в деревне Исаковка на тот момент Тагнинской волости Балаганского уезда Иркутской губернии. Окончил 4 класса, работал в колхозе «Путь к коммунизму». С 1944 года — член КПСС.
В Красной Армии с 1938 года, окончил училище младших командиров. Во время Великой Отечественной войны с октября 1941 г. на Калининском, Волховском, 1-м Прибалтийском фронтах.
Отличился в июне 1944 г. во время прорыва обороны противника и форсирования Западной Двины в Витебской Области. Звание Героя Советского Союза В. И. Аверченко присвоено 22 июля 1944 года (медаль № 5004).
После окончания войны жил и работал заведующим пунктом «Заготзерно», работником избы-читальни, бригадиром в колхозе имени Кирова, ветеринарным фельдшером в Иркутской области. Умер 27 мая 1967 года.

## Награды
- Медаль «Золотая Звезда» Героя Советского Союза[1]
- Орден Ленина[2]
- Орден Красной Звезды[2]
- Медали

## Память
- Именем Героя названа улица в пгт Залари Иркутской области[2].